# Baiser Promenade
Baiser Promenade est une œuvre de l'artiste française Chantal Blanchy. Créée en 2000, il s'agit d'une sculpture de bronze représentant un couple enlacé, située à Paris, en France.

## Description
L'œuvre est une sculpture en bronze mesurant 2,30 m de haut, pour 1,20 m de large sur 1,80 m de profondeur. Elle représente de façon stylisée un couple enlacé. Le bas de la sculpture porte le nom de l'artiste et du fondeur.
La sculpture repose sur un socle rectangulaire gravé du nom et de la date de l'œuvre, de son auteur et de son commanditaire.

## Localisation
L'œuvre est placée dans le square Édouard-VII, un ensemble piétonnier du 9e arrondissement de Paris, près de l'opéra Garnier.

## Commande
L'œuvre est créée en 2000. Il s'agit d'une commande de la Société foncière lyonnaise.

## Artiste
Chantal Blanchy (née en 1952) est une artiste française.